# Корисні копалини Угорщини

## Загальна інформація
Угорщина має обмежені мінеральні ресурси. Єдиною корисною копалиною, виявленою в значних кількостях, є боксити. Крім того, важливі корисні копалини — природний газ, буре вугілля, нерудні корисні копалини, будматеріали. Після відкриття родовища Речк (1959) Угорщина розширила сировинну базу міді, свинцю, цинку і молібдену. Є невеликі родовища нафти, залізних і марганцевих руд:
Основні корисні копалини Угорщини станом на 1998-99 рр.
| Корисні копалини               | Запаси       | Запаси   | Вміст корисного компоненту в рудах, % | Частка у світі, % |
| Корисні копалини               | Підтверджені | Загальні | Вміст корисного компоненту в рудах, % | Частка у світі, % |
| Боксити, млн т                 | 300          | 350      | 1,1 (Al2O3)                           | 1,1               |
| Золото, т                      |              | 48       | 1,4 г/т                               |                   |
| Марганцеві руди, млн т         | 30           | 43       | 18 (Mn)                               | 0,8               |
| Мідь, тис. т                   | 1500         | 3700     |                                       | 0,2               |
| Нафта, млн т                   | 17,5         |          |                                       |                   |
| Природний горючий газ, млрд м³ | 90           |          |                                       | 0,1               |
| Свинець, тис. т                | 50           | 300      | 1,3 (Pb)                              |                   |
| Вугілля, млн т                 | 3675         | 9520     |                                       |                   |
| Цинк, тис. т                   | 150          | 900      | 3 (Zn)                                | 0,1               |
| Уран, тис. т                   | 0,37         | 0,37     | 0,12                                  |                   |

## Окремі види корисних копалин
Нафта і газ. Згідно з даними [Mining Annual Review 2002] ресурси нафти в Угорщині на 2002 р. становлять 22 млн т. Родовища нафти і газу пов'язані в основному з неогеновими пелітовими відкладами. До пліоценових нижньопаннонських піщаних горизонтів приурочені нафтогазові родовища Будафа, Ловасі і Кунмадараш-Татарюлеш. Всі поклади пластово-склепінчастого характеру, місцями з літологічним або тектонічним екрануванням. До пліоценових нижньо- і верхньопаннонських пісковиків приурочені родовища Бабоча-Гьоргетег, а також частково — Баттонья, Пустафьольдвар і Альдьйо. Газове родовище Хайдусобосло належить до пліоценових верхньо- і нижньопаннонських пісковиків, сарматських оолітових вапняків і флішевої серії верхньої крейди і еоцену. На заході країни у верхньотріасових доломітах і верхньокрейдових вапняках Надьлендьєльського підняття виявлено 14 нафтових масивних покладів. Газонафтове родовище Кішкунхалаш Північносхідний приурочене до міоценових уламково-карбонатних утворень, а також до вивітреної зони кристалічного фундаменту і мезозойських карбонатних товщ. На сході країни газоконденсатний поклад Шаркадкерестур приурочений до масивної пастки висотою близько 400 м в тріщинних, вивітрених породах кристалічного виступу.
Запаси метану у вугільних покладах басейну Мечек (Mecsek) оцінюються в 140 млрд м³.
Вугілля. Родовища вугілля представлені в основному бурим вугіллям і лігнітом. Видобувні запаси вугілля за даними [Mining Annual Review, 2002] на 2001 р складають: 198 млн т — кам'яного вугілля, 194 млн т — бурого вугілля і 2 700 млн т лігніту. Більшість родовищ лігніту в країні відомі і досліджені. Лігніт знайдений тільки в двох місцевостях — Torony, Bukkabrany. Єдиний басейн коксівного вугілля — Мечек. Потужність вугільних пластів 0,4-7,4 м, падіння до 40°, зольність 38,2%. Характерні високий вміст метану і схильність вугілля до раптових викидів газу і самозаймання. Біля Печа і Комло на південному заході є невеликі запаси низькосортного антрациту. До пізньої крейди відносять утворення мезозойського буровугільного басейну в передгір’ї Баконь. В вугленосній товщі є 5-7 пластів бурого вугілля загальною потужністю 12-15 м. Нижча теплота згоряння робочого палива 16,6 МДж/кг, зольність 21%. Частину буровугільних родовищ передгір'я Баконь відносять до еоцену (басейни Оросланський і Татабанський). Загальні запаси бурого вугілля категорій А+Б+С1 складають близько 3,2 млрд т. 
Марганець, залізо. Розвідані запаси марганцевих руд укладені в родовищі Уркут, залізних руд знаходяться в районі Мішкольца (на північному сході) — родовище Рудабанья (відоме з ХІІІ ст.). Потужність пластів марганцевої руди — 1-12 м, вміст марганцю 14-26%. 
Боксити. За запасами бокситів Угорщина займає 2-е місце в Європі (після Греції). Основні родовища зосереджені в центральній частині країни і належать до крейдової доби. Розрізняють декілька типів покладів: пластові (Іскасентдьйордь, Халімба, Надьєдьхаза), лінзоподібні (Ньїрад, Іхаркут), карстові (Іхаркут, Феньофьо), тектонічно-ґрабенні (Баконьослоп, Феньофьо), гніздові (Надьхаршань) та їх комбінації. Потужність покладів 1-100 м, мінеральний склад: Al2О3 46-58%, SiO2 1-10%, Fe2O3 17-27%, TiO2 2-3%. Найтиповіші бокситові родовища — Халімба і Ньїрад.
Поліметали та мідь. Єдине родовище свинцево-цинкових руд — Дьйондьйошоросі. Ресурси мідних руд Угорщини пов’язані з родовищем Речк (Recsk), розташованим на захід від гір Матра (в східній Угорщині). Руди містять 1-2% Pb, 4-5% Zn і 0,2-0,4% Cu. Родовище розробляється підземним способом.
Неметалічні корисні копалини. Великі запаси неметалічних мінералів локалізовані в приблизно 2 000 родовищах і проявах, загальні ресурси яких становлять 16 000 млн т. З нерудних корисних копалин відомі родовища вогнетривких глин, бентоніту, каоліну, а також нерудних буд. матеріалів. За станом на 01.01.2001 р. промислові запаси глин для будівельної кераміки оцінювалися в 960 млн т, вапняку для цементу — 1350 млн т, штучного каменя — 2 млрд т, будівельного гравію — 2,8 млрд т, будівельного піску — 300 млн т, перліту — 28 млн т, діатоміту — 10 млн т, вогнетривкої глини — 10 млн т, тонкої керамічної глини — 7 млн т. За запасами перліту Угорщина займає 4-е місце серед країн ЄС (2003).